# Daantje de wereldkampioen
Daantje de wereldkampioen is een boek van Roald Dahl, dat in 1975 in het Engels verscheen als Danny, the Champion of the World. In 1976 verscheen een Nederlandse vertaling van Harriët Freezer. 
Het boek won in 1977 in Nederland een Zilveren Griffel. 

## Korte samenvatting
Daantje woont met zijn vader in een oude woonwagen naast een garage met twee benzinepompen. Daantjes moeder overleed toen hij vier maanden oud was dus staat zijn vader er alleen voor om hem op te voeden. Zijn vader leert hem voor hij naar school gaat hoe hij een motor van een auto uit elkaar moet halen en in elkaar moet zetten. Ook doet hij leuke dingen met Daan, zoals vliegeren en het oplaten van een zelfgemaakte vuurballon. 
Op een nacht komt zijn vader pas heel laat thuis en dat vindt Daan verdacht. En dan komt het geheim naar boven: zijn vader is stroper van fazanten en zijn grootvader was nog een veel grotere stroper: hij had allerlei speciale methoden zoals rozijnen met paardehaar erin (de "paardehaarstopper") en de "lijmhoed" waarbij de fazant met zijn kop in een stuk papier blijft zitten. Als Daantjes vader later opnieuw gaat stropen in het bos van Victor Hazel valt hij in een door Hazel gegraven valkuil en breekt een voet. Daantje moet zijn vader met de auto redden en de dokter roepen. Ze besluiten wraak te nemen. Daantje verzint zelf een stroopmethode. In het bos van  Hazel voeren ze de fazanten rozijnen met een slaapmiddel erin. Ze vangen zo honderdtwintig fazanten, en daarmee is Daantje de nieuwe wereldkampioen fazantenstropen. Hazel zou de volgende dag eigenlijk op zijn landgoed een jachtpartij geven waarbij zo veel mogelijk fazanten moeten worden afgeschoten.
Als ze thuis zijn met de gestroopte fazanten, besluiten ze die heimelijk te verdelen onder een aantal dorpsgenoten. De meeste fazanten worden wakker doordat het slaapmiddel voortijdig uitgewerkt raakt en ontsnappen. Er blijven gelukkig een paar fazanten die te veel hadden binnengekregen over voor Daan en zijn vader, als "loon naar werken". Meneer Hazel, die bij het tankstation van Daantjes vader verhaal komt halen, vangt bot en zijn zilveren Rolls-Royce raakt beschadigd en bevuild.

## Bewerkingen
In 1989 werd het boek verfilmd door Gavin Millar. In 2006 verscheen het verhaal ook als luisterboek, voorgelezen door Jan Meng.